# 아다드-니라리

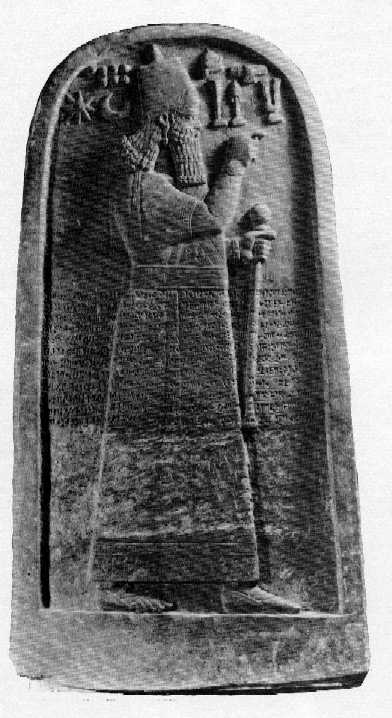
아다드-니라리

아닷 니라리 1세(재위:기원전 1307년 ~ 기원전 1275년 또는 기원전 1295년 ~ 기원전 1263년)는 아시리아의 왕이었다. 그는 연대기가 자세하게 남아있는 최초의 아시리아 왕이다.
아닷 니라리 1세는 아시리아 왕국의 형성에 필수적인 군사적 인과의 왕이었다.
그의 치세에 아시리아는 메소포타미아의 역사에 큰 역할을 하였다. 그는 북 메소포타미아를 정복하였고 미탄니 제국을 복속하였다. 그의 생존기록은 그가 카르-이쉬타르 전투에서 카시테스(카사이트)의 나지마루타쉬 왕을 격파한 것을 나타낸다.
그는 역시 미탄니 왕 샤투아라 1세와 그의 아들 와사샤타를 격파하였다. 이 승리는 그가 전 메소포타미아를 그의 지배하에 병합하게 하였다. 그러나 히타이트와의 전쟁에서 그는 메소포타미아의 많은 부분을 잃었다. 동부에서 그는 산악종족에 대해 그의 왕국을 방어하였다. 아닷 니라리 1세의 청동검은 메트로폴리탄 예술박물관에서 볼 수 있다.